# Szillogizmus
A hagyományos logikában olyan következtetési forma, amelynek legalább két premisszája van. (Az egypremisszás következtetést nem szillogizmusnak, hanem közvetlen következtetésnek nevezték.) Megkülönböztettek kategorikus, feltételes és szétválasztó szillogizmusokat.
A szillogizmus olyan következtetést jelent, melyben egy kijelentés (a konklúzió vagy következmény) két másikból (a premisszákból vagy feltételekből) következik. A görög „szüllogiszmosz” („συλλογισμός”) kifejezés érvet, következtetést jelent, és Arisztotelész is ebben az általánosabb értelemben használta, de később a tradicionális logikában azt a speciálisabb jelentését nyerte el, melyet az előbb definiáltunk.
Arisztotelész az Analitika első könyvében is ír róla:  "Szillogizmus pedig az olyan beszéd, amelyben bizonyos dolgok megállapításából szükségszerűen következik valami más, mint amit megállapítottunk, mégpedig azért, mert azok a dolgok úgy vannak. 'Mert azok a dolgok úgy vannak', ezt úgy értem, hogy ezek alapján következik; hogy pedig 'ezek alapján következik', ezt úgy értem, hogy semmi egyéb dolog nem kell ahhoz, hogy bekövetkezzék a szükségszerűség." 
E meghatározás szerint a szillogizmus azonos jelentésű a "logikailag helyes", vagy más néven az "érvényes" következtetéssel.  Szerepel azonban Arisztotelésznél a szillogizmusnak egy szűkebb terjedelmű fogalma is. Miszerint a szillogizmus olyan következtetés, amelyben meghatározott szerkezetű két kijelentésből következik valami más, mint amit ezen két kijelentés megállapít.
Az arisztotelészi szillogizmus elmélete annak a tana, mely szerint ha ismert egy fogalom viszonya másik két fogalomhoz, akkor milyen esetben lehet megállapítani valamit e két fogalom egymáshoz való viszonyáról. Illetve, ha meg akarjuk alapozni azt a kijelentést, amelyben két fogalom egymáshoz való viszonyáról szólunk, akkor milyen módon lehetséges ez egy harmadik fogalom felhasználásával.

## A szillogizmusok formái
A kategorikus szillogizmus elméletét Arisztotelész dolgozta ki (a 'szillogizmus' elnevezés is tőle származik), a feltételes és a szétválasztó szillogizmusok tanulmányozása a sztoikus logika keretében kezdődött. 
- kategorikus szillogizmus
- diszjunktív szillogizmus
- hipotetikus szillogizmus
- entiméma
- egyebek

### Kategorikus szillogizmus
A szillogizmus, Arisztotelész leggyakoribb megfogalmazásában, olyan feltételes állítás, amely két kategorikus állítás igazságát föltételezve állítja egy harmadiknak az igazságát, kikötve, hogy a két föltétel egyikében szerepel az utótag állítmánya (ez az ún. felső premissza), a másikban pedig az utótag alanya (ún. alsó premissza), és a két föltételben a másik terminus (az ún. középső terminus) közös.
Legegyszerűbb esete:
"Ha A minden B-re (ill. egyetlen B-re sem) vonatkozik, B pedig minden C-re vonatkozik, akkor A minden C-re (ill. egyetlen C-re sem) vonatkozik." 
Természetesen a szillogizmus nem állítás, hanem séma; a kategorikus szillogizmus akkor érvényes, ha a benne szereplő betűket tetszőleges általános terminusokkal kitöltve, szükségszerűen igaz állítást kapunk. A kategorikus szillogizmus következtetési sémának is felfogható, a két feltételt tekintve premisszának és az utótagot konklúziónak. A hagyományos logikában többnyire így fogták föl, és az idézett arisztotelészi formulázást a következővel helyettesítették: 
"Ha minden B - A (ill. egy B sem A), 
és minden C - B, 
akkor minden C - A (ill. egy C sem A)." 
A szillogizmus módozatán a premisszák és a konklúzió típusainak megadását értették egy háromtagú betűvariációval (első helyen a felső, második helyen az alsó premissza, harmadik helyen a konklúzió típusát szerepeltetve).
A szillogizmusok elmélete kiterjed a kettőnél több premisszás következtetésekre (ezeket az egyszerű szillogizmusok láncszerű kapcsolatára vezették vissza), valamint a modális szillogisztikára is (Arisztotetelész ezt is kidolgozta: Modális logika).
Arisztotelész írta le a klasszikus „Barbara-szillogizmust”:
Ha minden ember (A) halandó (B),
és minden görög (C) ember (A),
akkor az összes görög (C) halandó (B).
További példák szillogizmusra:
"Celarent-szillogizmus":
Nincs olyan hüllő (A), aminek bundája van (B).
Minden kígyó (C) hüllő (A).
Nincs olyan kígyó (C), aminek bundája van (B).
"Darii-szillogizmus":
Minden nyúlnak (A) van bundája (B).
Néhány háziállat (C) nyúl (A).
Néhány háziállatnak (C) van bundája (B).
"Ferio-szillogizmus":
Nincs olyan házi feladat (A), ami szórakoztató (B).
Néhány olvasmány (C) házi feladat (A).
Néhány olvasmány (C) nem szórakoztató (B).

A "Barbara", "Celarent", "Darii, "Ferio" szavak a memorizálást segítik. Onnan erednek, hogy minden kategorikus szillogizmus négyféle elemi kijelentés kombinációjából épül föl. Ezek a következők
1. Univerzális állítás (minden A-ra igaz, hogy B is)
2. Univerzális tagadás (nem létezik olyan A, amelyik B is)
3. Eseti állítás (létezik olyan A, amelyik B is)
4. Eseti tagadás (létezik olyan A, amelyik nem B)

Az állításokat a latin affirmo (állítok) a tagadásokat a (nego) szavakkal jelölték, mégpedig az univerzálisakat ezen szavak első, a tagadásokat a második magánhangzójával. Tehát az univerzális állítás a, az univerzális tagadás e, az eseti állítás i, az eseti tagadás o betűt kapott. Az egyes következtetési sémák memorizálásához pedig olyan neveket, szavakat kerestek, amelyek ezeket a magánhangzókat a sémának megfelelő sorrendben tartalmazták. A "Barbara" szillogizmus tehát három univerzális állítást, a "Celarent" első premisszaként egy univerzális tagadást (e), második premisszaként egy univerzális állítást (a), konklúzióként pedig szintén egy univerzális tagadást (e) tartalmaz. A fenti példákon ugyanígy követhető a "Darii" és a "Ferio" szillogizmusok szerkezete.